# Hans van Houwelingen

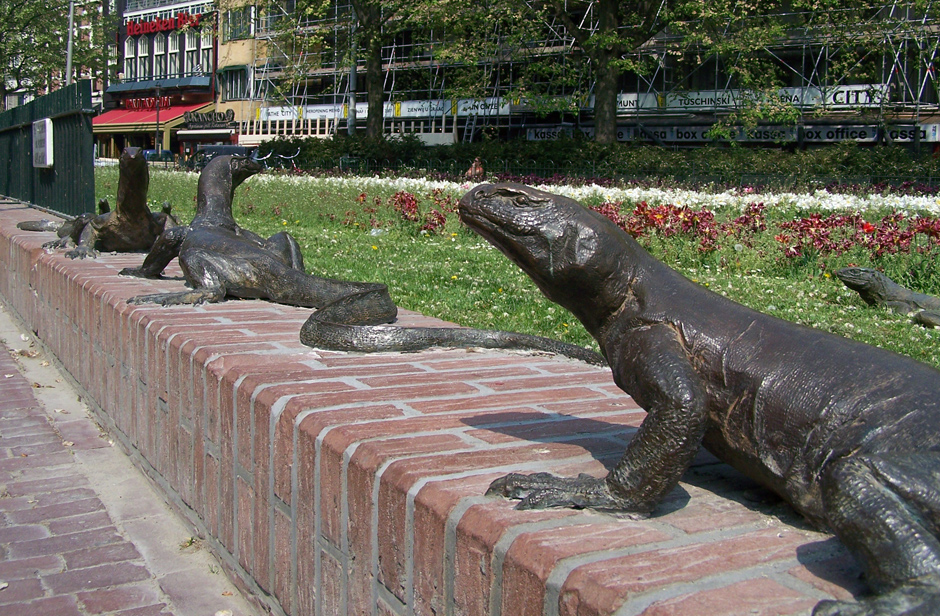
Blauw Jan op het Leidseplein in Amsterdam (1994)

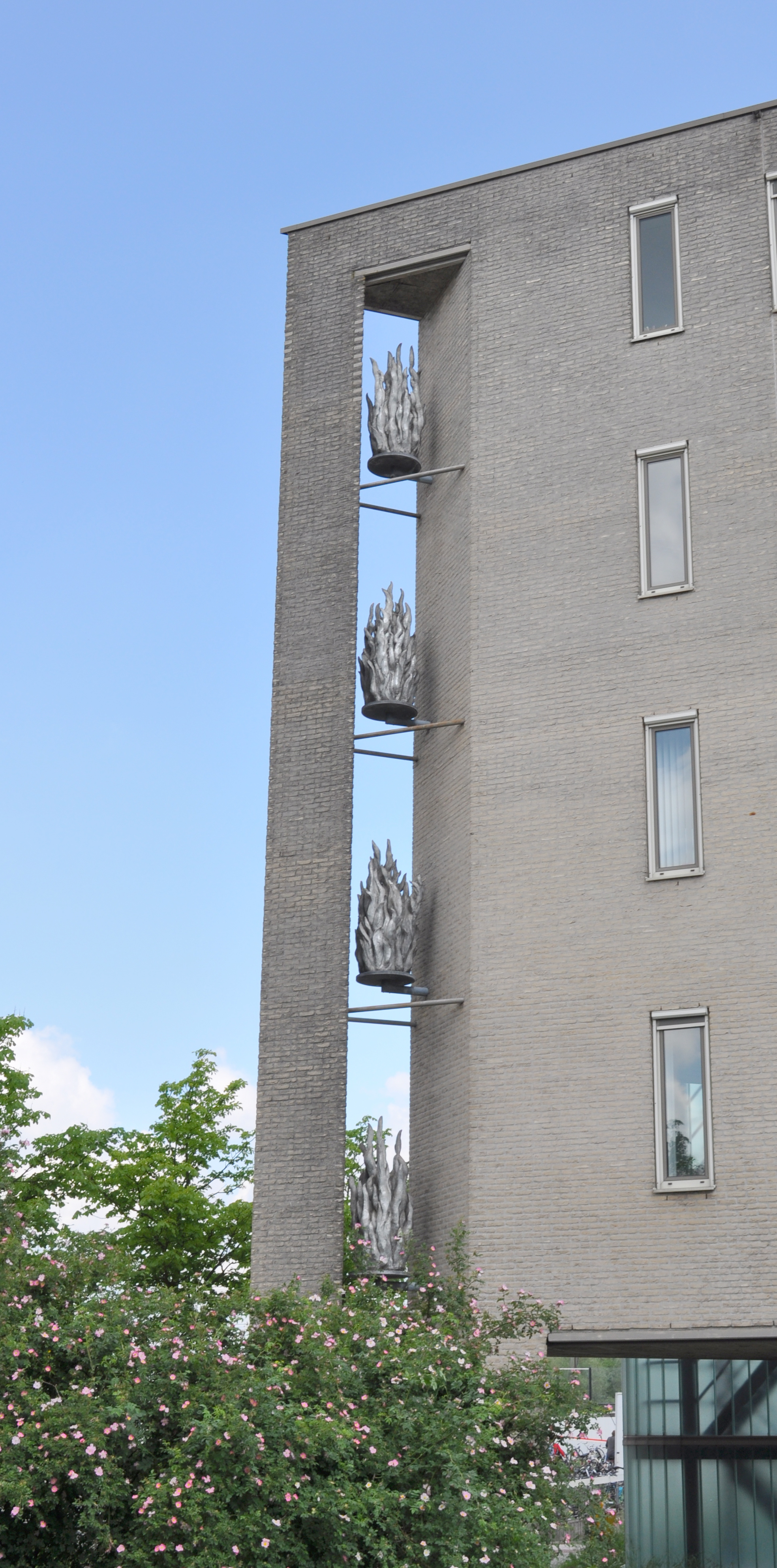
Psycho in Utrecht (1995)

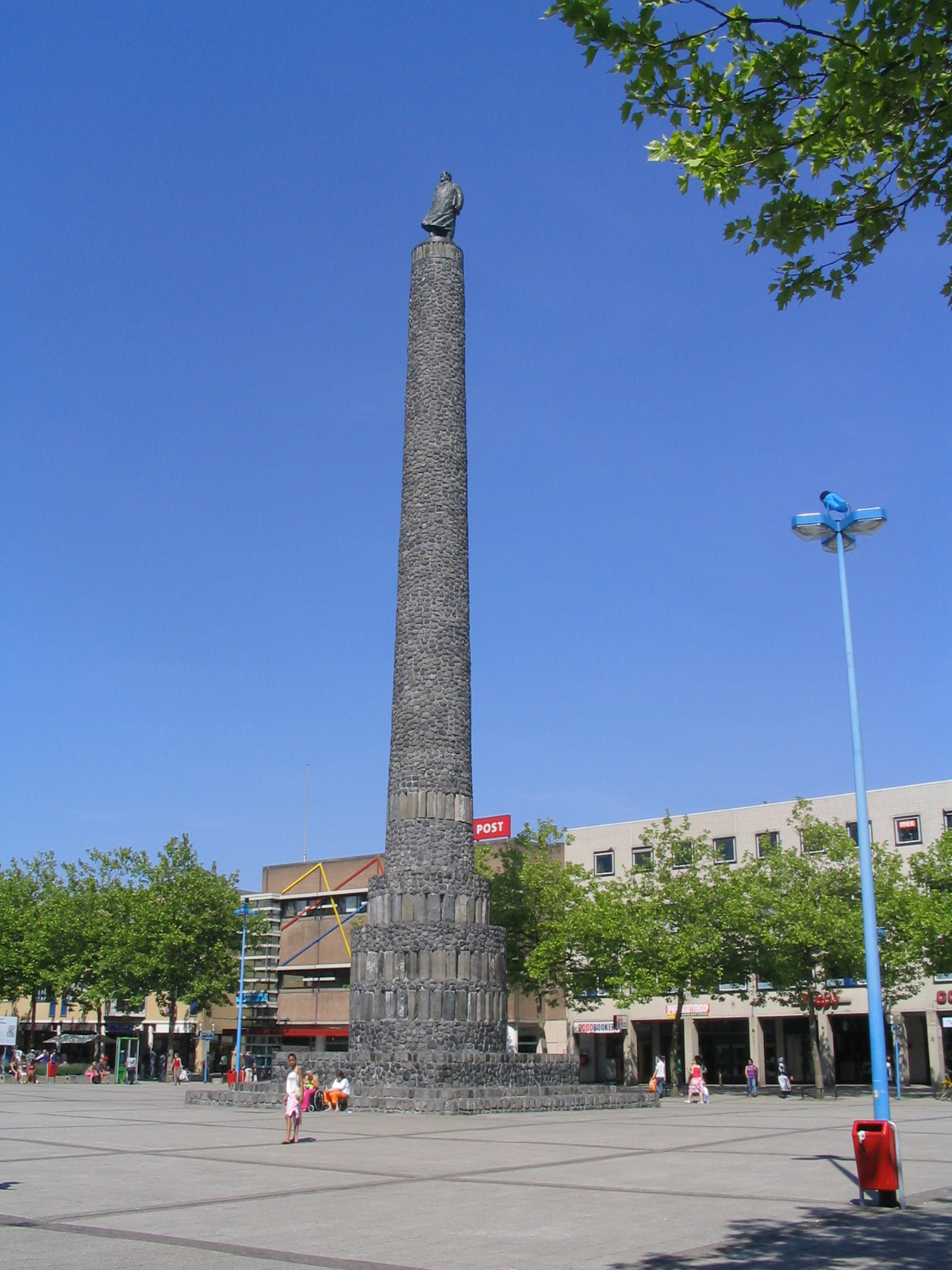
Zuil van Lely in Lelystad (2002)

Hans Johny van Houwelingen (Harlingen, 21 februari 1957) is een Nederlandse beeldend kunstenaar.

## Leven en werk
Van Houwelingen kreeg zijn opleiding aan de Academie Minerva in Groningen (1978-1984) en de Rijksacademie van Beeldende Kunsten in Amsterdam (1985-1988).
In 1987 won Van Houwelingen de Basisprijs (derde prijs) van de Prix de Rome. In 2013 won hij de Wilhelminaring, een oeuvreprijs die elke twee jaar wordt uitgereikt aan een Nederlandse beeldhouwer. Hij heeft sculpturen, monumenten, stedelijke ruimten en munten ontworpen. Sinds 2015 is Van Houwelingen lid van de Akademie van Kunsten, onderdeel van de Koninklijke Nederlandse Academie van Wetenschappen.

## Werken (selectie)
- Op de Utrechtse Amerhof ligt het "grootste Perzische tapijt van Nederland", een door Hans van Houwelingen en Hamid Oujaha in bakstenen ontworpen plaveisel.

Hans van Houwelingen tracht al jarenlang gemeentebesturen ervan te overtuigen dat "beelden op sokkels niet helpen bij het verbeteren van een buurt". Bekend is het plein dat hij voor een Utrechtse volksbuurt Amerhof ontwierp, bestraat met het patroon van een Perzisch tapijt. Het is de bedoeling  een aangename, sociale omgeving voor de bewoners uit alle windstreken die in de Amerhof wonen te creëren.
- In Lelystad is van Houwelingen desondanks bekend door zijn tweeëndertig meter hoge Zuil van Lely.  Een beeld uit 1987 van Cornelis Lely van de hand van Piet Esser werd, tegen de zin van deze kunstenaar, in 2002 op deze bovendimensionale sokkel geplaatst. Van Houwelingen zag het als een "cadeau aan de stad" maar Esser meende dat zijn werk was gesampeld en protesteerde, zijn beeld werd dan ook in 2003 verwijderd.  Vervolgens is een door Mari Andriessen gemaakt beeld op de zuil gezet.

- In Amsterdam is in 1994 op het Kleine-Gartmanplantsoen het werk Blauw Jan geplaatst, bestaande uit 40 bronzen hagedissen, rond en op een grasveld.

- Van Houwelingen ontwierp in 2002 een euromunt met een waarde van 10 euro en de Huwelijksmedaille 2002, een Koninklijke Onderscheiding, ter gelegenheid van het huwelijk van de Prins en Prinses van Oranje.

- In juni 2005 werd een "Monument voor de Olympische winterspelen" niet uitgevoerd. Het voorstel in een vijver een zilveren kist te plaatsen met in zilver bewaarde bloedmonsters van alle 2500 deelnemers viel niet in goede aarde.

- Van 2007 tot 2009 realiseerde Van Houwelingen in opdracht van Kunstfort bij Vijfhuizen Sluipweg, waarlangs de dood heeft weten te ontsnappen. Het is een pad van bijna vierhonderd geruimde grafstenen op de geschutwal rondom een van de militaire forten van de Stelling van Amsterdam. Bij het fort vonden nooit oorlogshandelingen plaats, het was al verouderd voor het in gebruik genomen werd. Hoewel uitgerust om te doden en gedood te worden sneuvelde er geen enkele militair. De afwezigheid van de dood inspireerde Van Houwelingen tot het werk. Het werk richt zich op wat hij de Nederlandse ‘dodeneconomie’ noemt, die slechts een zeer tijdelijk gebruik van een graf toestaat.

## Hans van Houwelingen in collecties
- Kunstfort bij Vijfhuizen, Vijfhuizen (NH)
- Museum het Domein, Sittard
- Kunstcollectie KPN, Den Haag